# Quintin
 Quintin  (en bretón Kintin) es una población y comuna francesa, situada en la región de Bretaña, departamento de Côtes-d'Armor, en el distrito de Saint-Brieuc y cantón de Quintin.

## Demografía
| 2593 | 2727 | 2857 | 2814 | 2602 | 2611 |
| Para los censos de 1962 a 1999 la población legal corresponde a la población sin duplicidades (Fuente: INSEE [Consultar]) |      |      |      |      |      |

## Personajes ilustres
- Alphonse Guépin (Quintin, 27 de octubre de 1836[3] - Monasterio de Santo Domingo de Silos, 1917), fue el restaurador de la comunidad monacal del monasterio de Santo Domingo de Silos, y su abad entre 1880 y 1917.